# Tabularii
I tabularii erano funzionari dell'antica Roma, notai o contabili, menzionati per la prima volta in età imperiale (Seneca. Epistula 8; Digesto. 11. tit. 6. s. 7; 50. tit. 13. s. 1. § 6.)
Erano chiamati così anche dei notai pubblici addetti ai documenti pubblici (Digesto. 43. tit. 5. s, 3), e questi sembrano doversi distinguere dai tabelliones, nel senso che questi ultimi non avevano nulla a che vedere con la custodia dei pubblici registri. 
I tabularii pubblici furono istituiti per la prima volta nelle province da  Marco Aurelio, che dispose l'obbligo di comunicare a questi funzionari tutte le nascite di bambini entro trenta giorni dal parto.

## Fonti
- William Smith, Dictionary of Greek and Roman Antiquities, ed. 1870, p. 1092